# Inmaculada Concepción

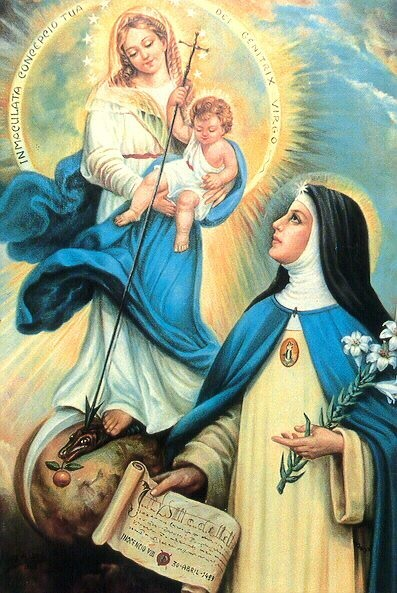
La Virgen María y santa Beatriz de Silva, fundadora de la orden religiosa de la Inmaculada Concepción.

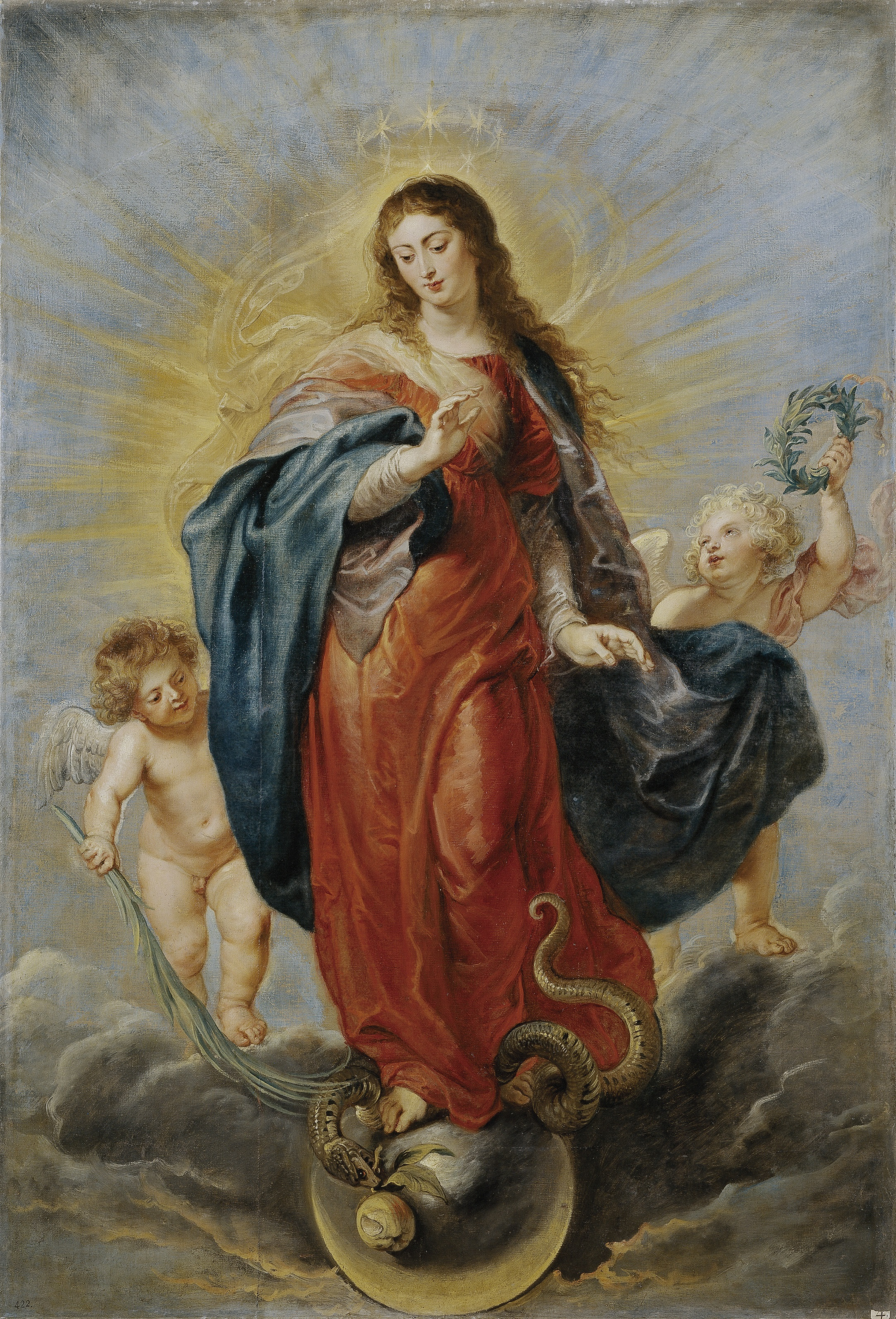
La Inmaculada Concepción por Peter Paul Rubens, en el Museo del Prado.

La Inmaculada Concepción de María, conocida también como la Purísima Concepción, es un dogma de la Iglesia católica proclamado en 1854 que sostiene que la Virgen María estuvo libre del pecado original desde el primer momento de su concepción por los méritos de su hijo Jesucristo, recogiendo de esta manera el sentir de dos mil años de tradición cristiana al respecto. Es uno de los cuatro dogmas marianos de la Iglesia católica. Debatido por teólogos medievales, no fue reconocido como dogma sino hasta 1854, por el papa Pío IX en la bula papal Ineffabilis Deus. Si bien el dogma mariano de la Inmaculada concepción afirma la libertad de María del pecado original, el concilio de Trento (1545-1563) ya había afirmado previamente que era libre de pecado.
No debe confundirse este dogma con la doctrina del nacimiento virginal de Jesús, que sostiene que Jesús fue concebido sin intervención de varón mientras que María permaneció virgen antes, durante y después del parto. 
La Inmaculada Concepción se convirtió en un tema popular en la literatura, pero su naturaleza abstracta hizo que tardara en aparecer como tema en las obras de arte. La iconografía de Nuestra Señora de la Inmaculada Concepción muestra a María de pie, con los brazos extendidos o las manos juntas en oración. La festividad de la Inmaculada Concepción se celebra el 8 de diciembre.

## Definición dogmática
La definición del dogma, contenida en la bula Ineffabilis Deus del 8 de diciembre de 1854, promulgada por el papa Pío IX, dice lo siguiente: 

[...] Para honra de la Santísima Trinidad, para la alegría de la Iglesia católica, con la autoridad de nuestro Señor Jesucristo, con la de los Santos Apóstoles Pedro y Pablo y con la nuestra: declaramos, afirmamos y definimos que ha sido revelada por Dios, y de consiguiente, que debe ser creída firme y constantemente por todos los fieles, la doctrina que sostiene que la santísima Virgen María fue preservada inmune de toda mancha de culpa original, en el primer instante de su concepción, por singular gracia y privilegio de Dios omnipotente, en atención a los méritos de Jesucristo, salvador del género humano. Por lo cual, si alguno tuviere la temeridad, lo cual Dios no permita, de dudar en su corazón lo que por Nos ha sido definido, sepa y entienda que su propio juicio lo condena, que su fe ha naufragado y que ha caído de la unidad de la Iglesia y que si además osaren manifestar de palabra o por escrito o de otra cualquiera manera externa lo que sintieren en su corazón, por lo mismo quedan sujetos a las penas establecidas por el derecho
Bula Ineffabilis Deus.

El historiador y catedrático francés Louis Baunard narra lo siguiente:

Pío IX, contemplando el mar agitado de Gaeta, escuchó y meditó las palabras del cardenal italiano Luigi Lambruschini (1776-1854): 'Beatísimo Padre, Usted no podrá curar el mundo sino con la proclamación del dogma de la Inmaculada Concepción. Sólo esta definición dogmática podrá restablecer el sentido de las verdades cristianas y retraer las inteligencias de las sendas del naturalismo en las que se pierden.[cita requerida]

El historiador Francesco Guglieta, experto en la vida de Pío IX, señala que el tema del naturalismo, que despreciaba toda verdad sobrenatural, podría considerarse como la cuestión de fondo que impulsó al papa a la proclamación del dogma: «La afirmación de la Concepción Inmaculada de la Virgen ponía sólidas bases para afirmar y consolidar la certeza de la primacía de la Gracia y de la obra de la Providencia en la vida de los hombres». Guglieta señala que Pío IX, pese a su entusiasmo, acogió la idea de realizar una consulta con el episcopado mundial, que expresó su parecer positivo, y llevó finalmente a la proclamación del dogma.[cita requerida]
Al desarrollar la doctrina de la Inmaculada Concepción, la Iglesia católica contempla la posición especial de María por ser madre de Cristo, y sostiene que Dios, en previsión del nacimiento de su Hijo, preservó a María, desde el momento de su concepción, de toda mancha o efecto del pecado original, heredado por todos los hombres desde Adán y Eva. La doctrina reafirma con la expresión «llena de gracia» (en latín: Gratia Plena) contenida en el saludo del arcángel Gabriel (Lc 1:28), y recogida en la oración del Ave María, este aspecto de ser libre de pecado por la gracia de Dios.
Incluso más ampliamente que el dogma y fuera de él, la Iglesia enseña no sólo que la Virgen fue concebida sin pecado original, sino también que permaneció durante toda su vida libre de toda mancha de pecado, incluso venial.

## Apariciones marianas
En Francia, en 1830, la vidente Catalina Labouré (2 de mayo de 1806 – 31 de diciembre de 1876) tuvo una visión de la virgen María de pie sobre un globo terráqueo mientras una voz le ordenaba que hiciera una medalla imitando lo que veía. La medalla decía: «Oh María, sin pecado concebida, ruega por nosotros que recurrimos a ti», lo que era una confirmación de la propia María de que había sido concebida sin pecado, lo que confirmaba la Inmaculada Concepción. Su visión marcó el comienzo de un gran renacimiento mariano del siglo XIX.
En 1858, la vidente Bernadette Soubirous dijo que la virgen María se le había aparecido en Lourdes, en el sur de Francia, para anunciarle que ella era la Inmaculada Concepción; la Iglesia Católica posteriormente aprobó la aparición como auténtica.

## Protestantismo
Muchas iglesias protestantes rechazan la doctrina de la Inmaculada Concepción. Estos rechazan la doctrina ya que no consideran que el desarrollo dogmático de la teología sea un referente de autoridad y que la mariología en general, incluida la doctrina de la Inmaculada Concepción, no se enseñaría en la Biblia. 
Sin embargo, el iniciador del movimiento protestante, Martín Lutero, dijo:

Es dulce y piadoso creer que la infusión del alma de María se efectuó sin pecado original, de modo que en la mismísima infusión de su alma ella fue también purificada del pecado original y adornada con los dones de Dios, recibiendo un alma pura infundida por Dios; de modo que, desde el primer momento que ella comenzó a vivir fue libre de todo pecado.
 Sermón: "Sobre el día de la Concepción de la Madre de Dios", 1527.

Algunos anglicanos aceptan la Inmaculada Concepción como una devoción piadosa.

## Iglesia Ortodoxa
Las opiniones sobre la Inmaculada Concepción en la Ortodoxia Oriental están divididas: Shenouda III, papa de la Iglesia Ortodoxa Copta, y el patriarca Ignacio Zaqueo I de la Iglesia ortodoxa siríaca se opusieron a la doctrina, mientras que la Iglesia ortodoxa de Etiopía y la Iglesia ortodoxa de Eritrea la aceptan.
El patriarca Antimo VII de Constantinopla (1827-1913) calificó el dogma de la Inmaculada Concepción de «novedad romana».

## Iconografía
- Inmaculada Concepción (Tiepolo)
- Inmaculada (Zurbarán, Barcelona)
- Inmaculada de Soult (Bartolomé Esteban Murillo).
- Inmaculada Concepción (Velázquez).

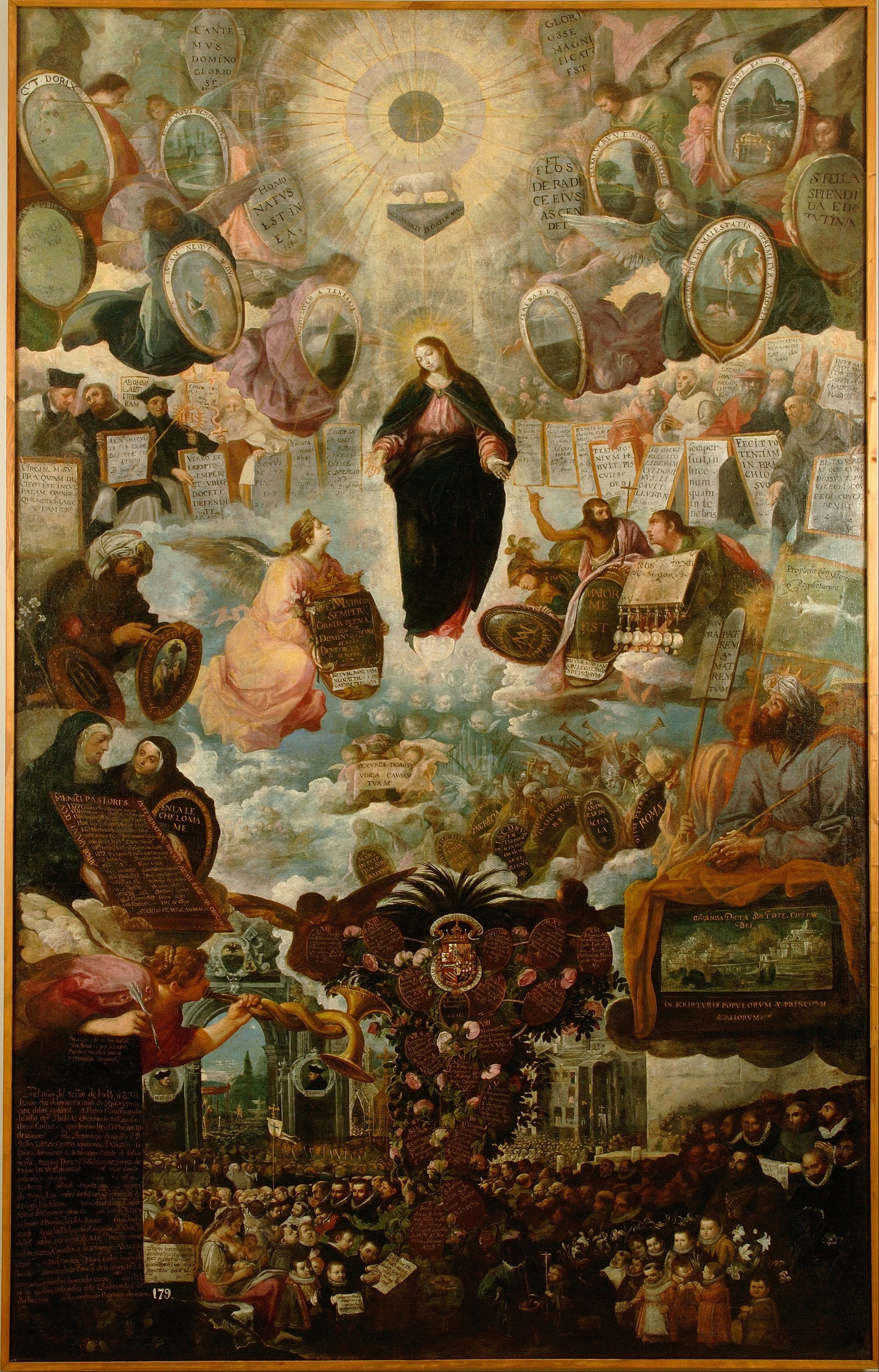
Juan de Roelas.
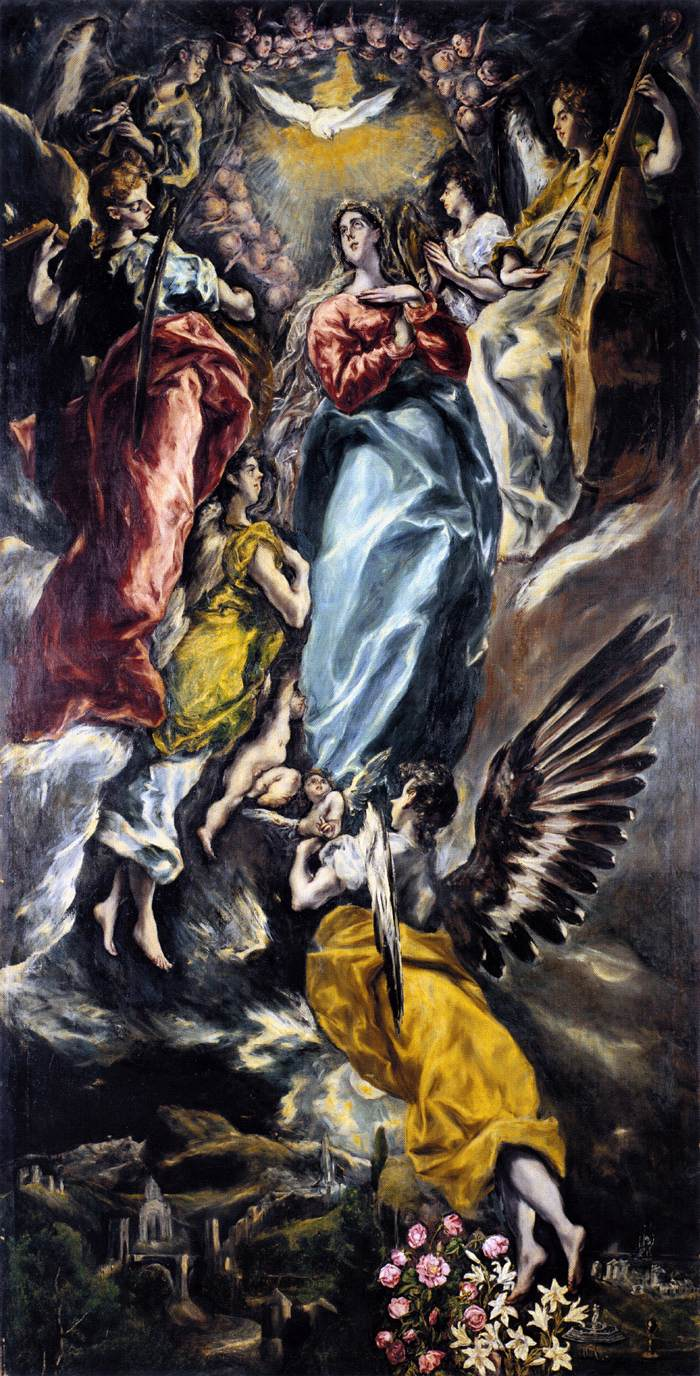
El Greco, 1608.
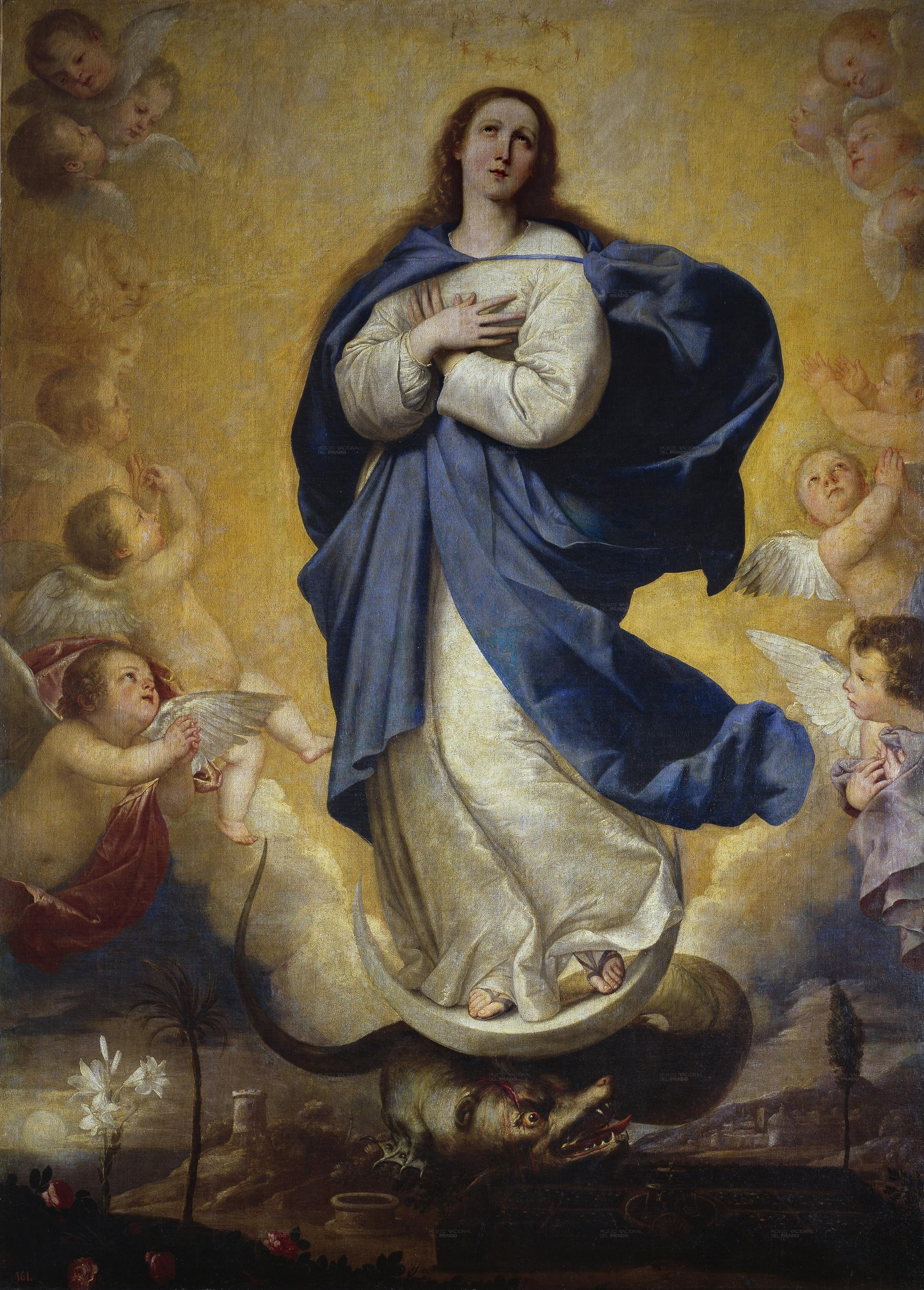
José de Ribera, 1630.
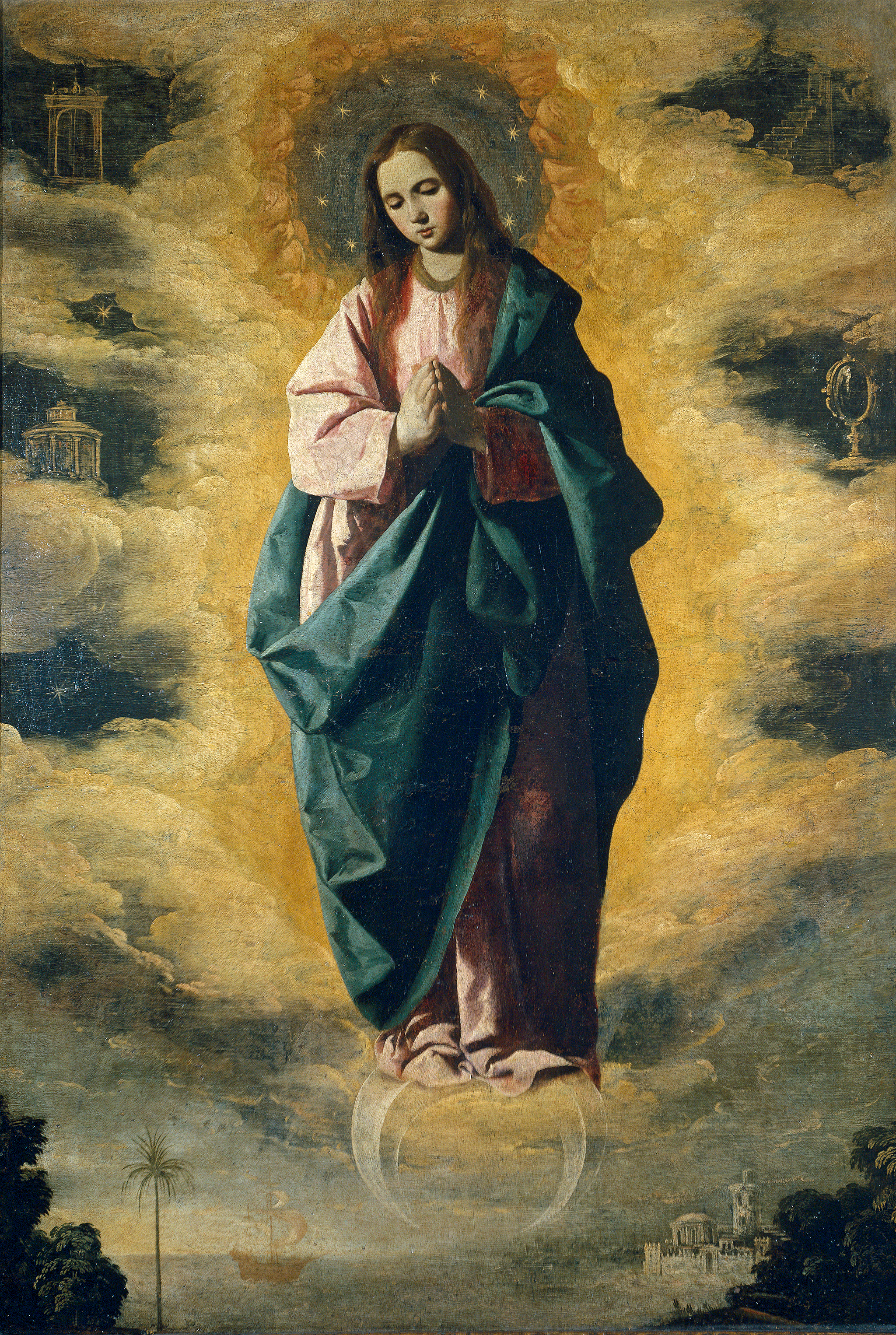
Zurbarán (Museo del Prado, Madrid).
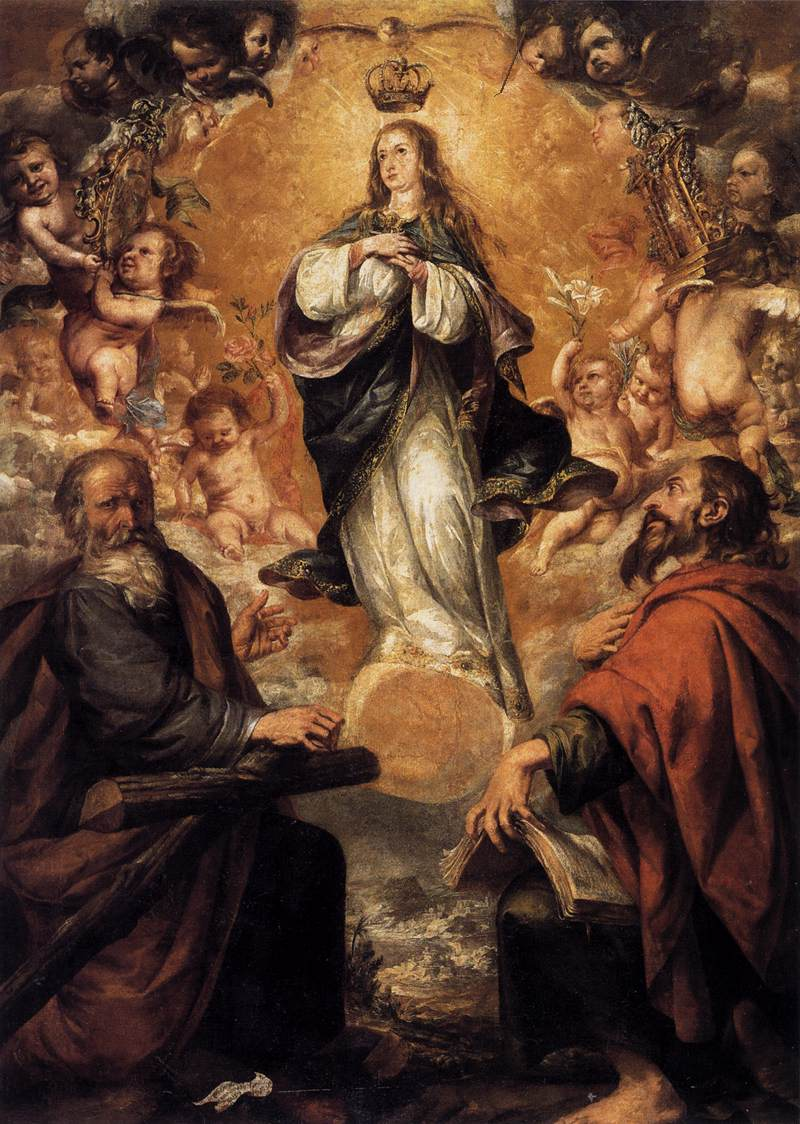
Juan de Valdés Leal, ca. 1652.
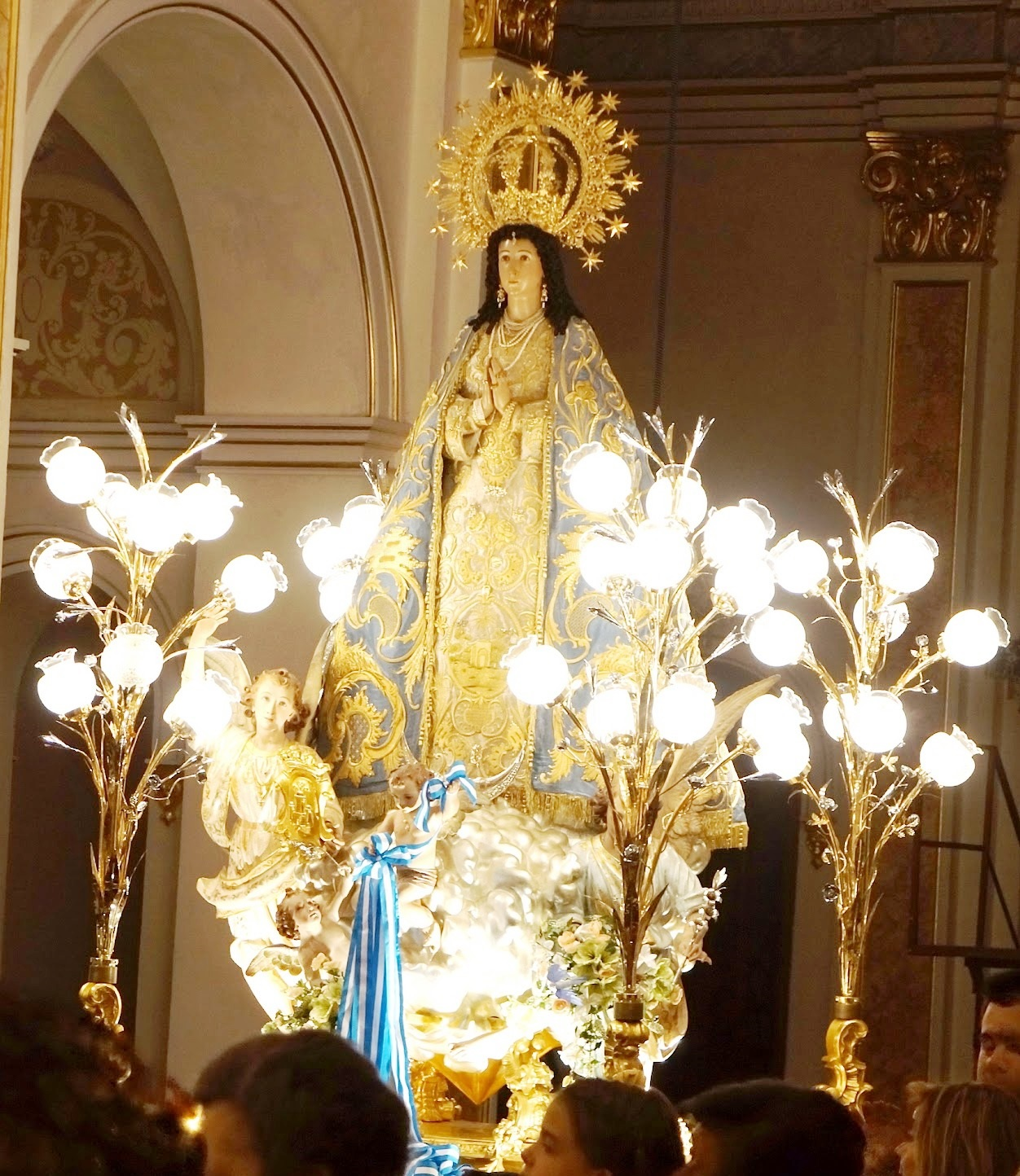
Imagen titular de la Archicofradía de la Corte de María, Liria, Valencia.
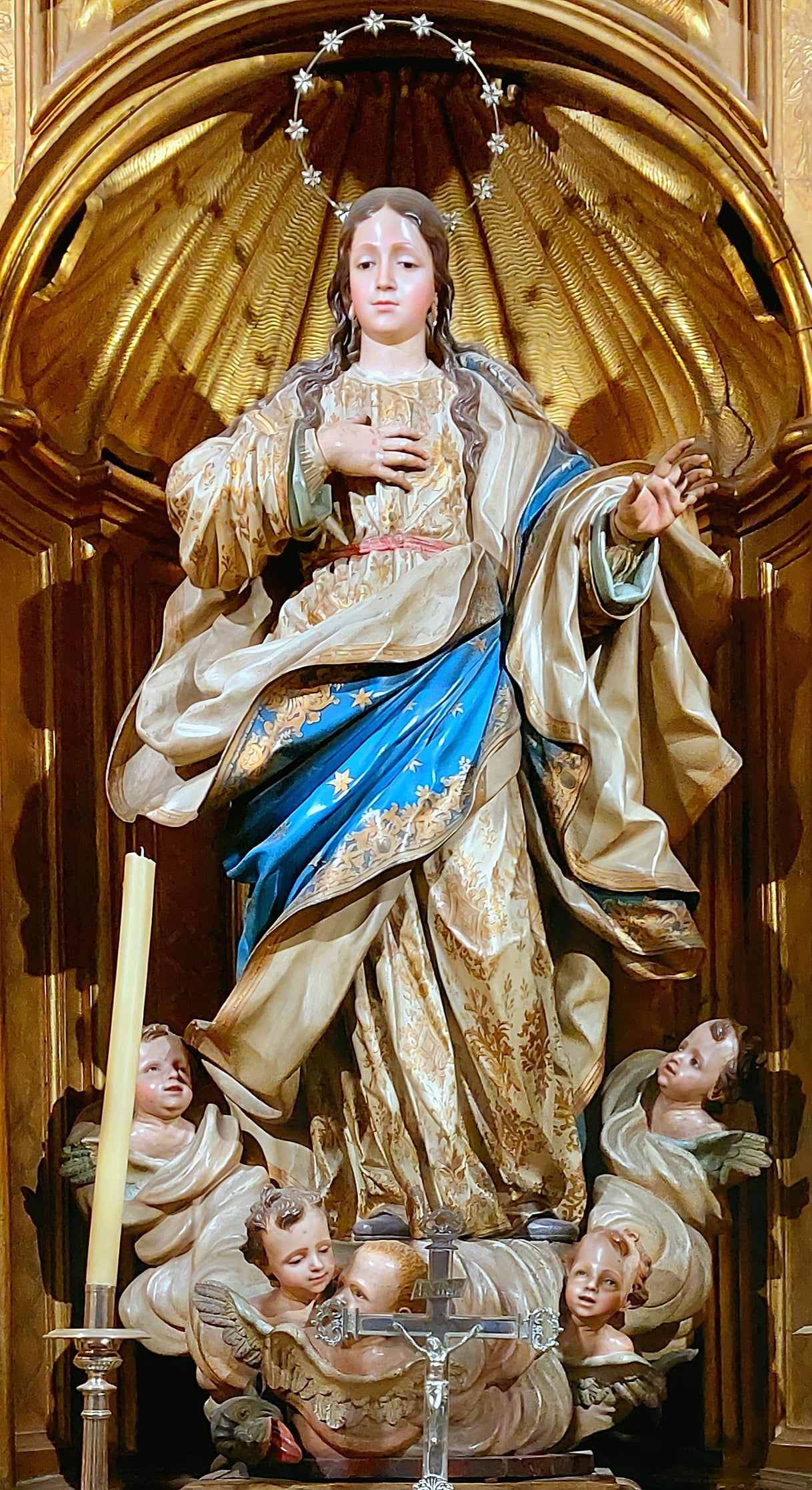
Inmaculada Concepción, Catedral de Orense, s. XVIII.
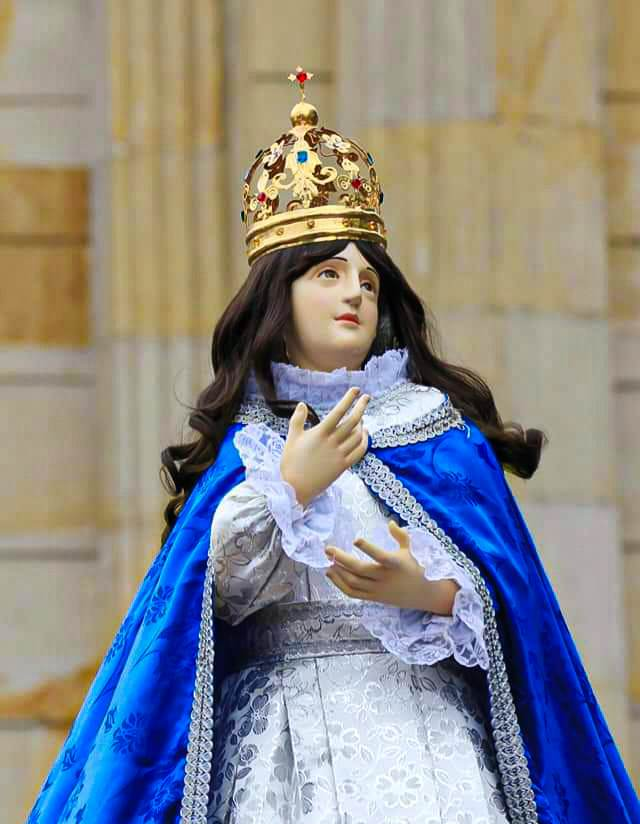
Alférez Virgen Inmaculada - Chía, Cundinamarca.
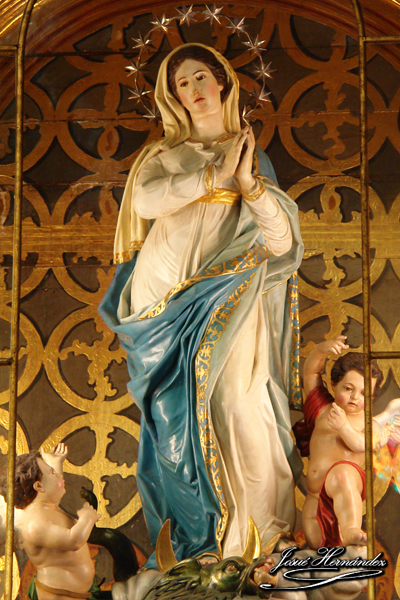
Inmaculada Concepción. Iglesia de Nuestra Señora de la Concepción (La Orotava, Tenerife).